# 朝日電視台總部大廈
朝日電視台總部大廈（日语：／ Terebi Asahi Honsha Biru */?）是位於日本東京都港區六本木的建築，也是朝日電視台的總部所在地。其設計者是普利茲克建築獎得主槙文彥。施工則由竹中工務店負責。

## 開發經緯
朝日電視台總部大廈是朝日電視台和森大廈共同推進的六本木新城再開發項目的一部分。六本木新城總佔地面積約11公頃，其中約3公頃是朝日電視台六本木中心（後述）土地。這一地區在都市規劃上曾被劃為住宅用地，因此低層住宅林立。加上地形凹凸複雜且道路狹窄，因此擴張難度較大，且面臨消防車等大型車輛無法進入的問題。1980年代中期後，有意重新開發這一地區的森大廈和希望擴張自公司辦公空間的朝日電視台開始共同推進六本木新城的再開發，但因從地主處購地耗時10年以上，直到20世紀末期，朝日電視台才得以拆除六本木中心，開始修建新總部。
2013年11月，朝日電視台在總部大廈附近的西麻布1丁目修建的「GO醬。廣場」（ゴーちゃん。スクエア）開業。該建築由17層高的摩天大樓EX塔及多目的音樂廳EX THEATER ROPPONGI構成。朝日電視台還在六本木五丁目亦取得土地，提出了「媒體城」的構想，希望能確保不動產這一新的收入源。

## 建築概要
朝日電視台總部大廈開工於2000年3月，竣工於2002年12月。2003年4月開始，朝日電視台各部門陸續搬入新總部。同年9月29日，朝日電視台開始自新總部播出節目:284-285。建築地上部分有8層，地下部分有3層，並設有塔樓1層:260，總樓面面積73,700平方米:250。
朝日電視台總部大廈內共設有5個大型攝影棚。第1攝影棚和第2攝影棚均位於地下，主要用於各綜藝節目的收錄。第3、第4、第5攝影棚則均位於4層，和新聞部門在同一層辦公，兩者擁有共同的美術倉庫。朝日電視台的新聞節目及資訊節目基本都在這三個攝影棚製作。
朝日電視台總部所在地在二戰前曾有真田家設立的稻荷之祠。日本教育電視台修建總部時，在拆除稻荷之祠的同時從稻荷社總本宮京都市伏見稻荷大社接受御分靈，修建NET稻荷神社，並在1977年改名為朝日電視台神社。在新總部建設期間，御分靈曾交由附近的櫻田神社保管:279。新總部竣工後，朝日電視台在7層設有朝日電視台稻荷:165。
朝日電視台總部大廈北側的玻璃幕牆部分是對外開放的中庭，遊客可自由參觀，是六本木地區主要觀光景點之一。朝日電視台總部大廈也是朝日電視台・六本木新城夏祭的會場之一。由於朝日電視台總部大廈的總樓面面積和其他核心局總部相比較小，因此朝日電視台現仍繼續使用ARK放送中心作為攝影棚使用。

## 六本木中心時代的朝日電視台總部

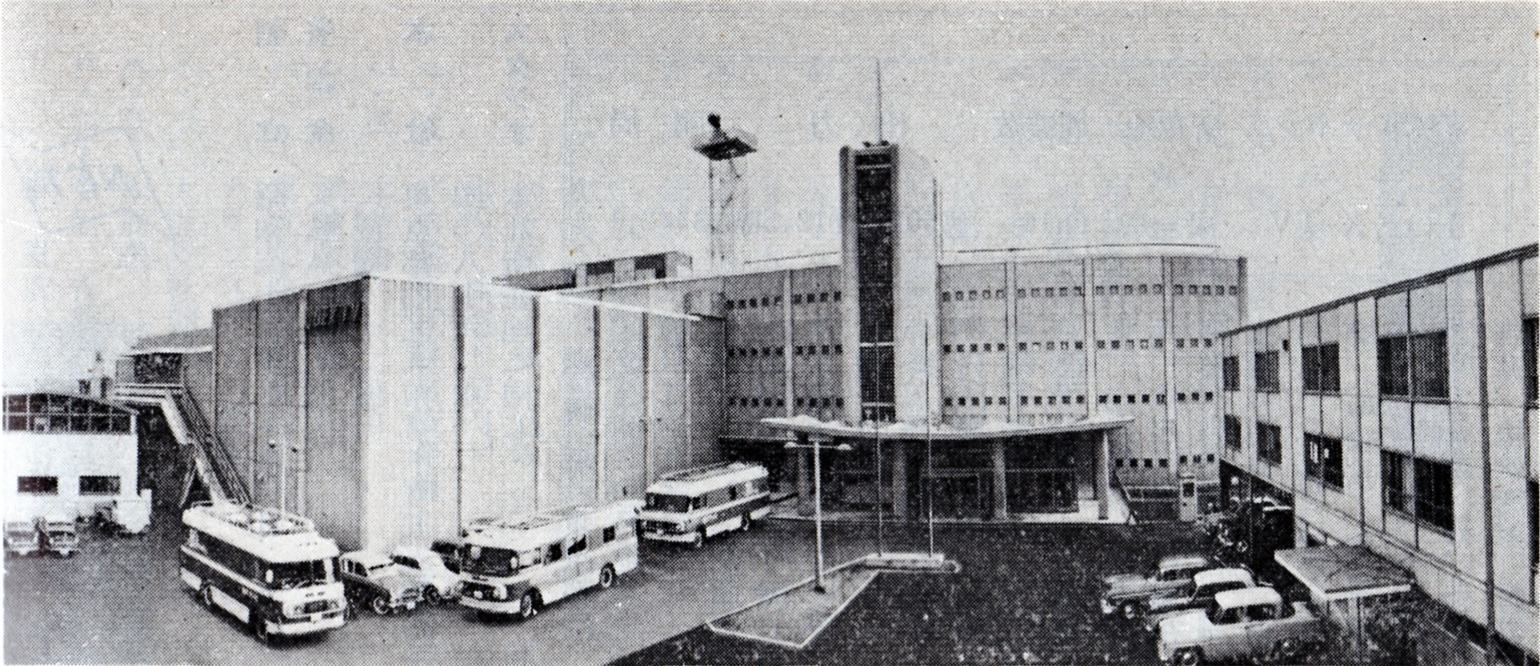
1961年時的日本教育電視台總部

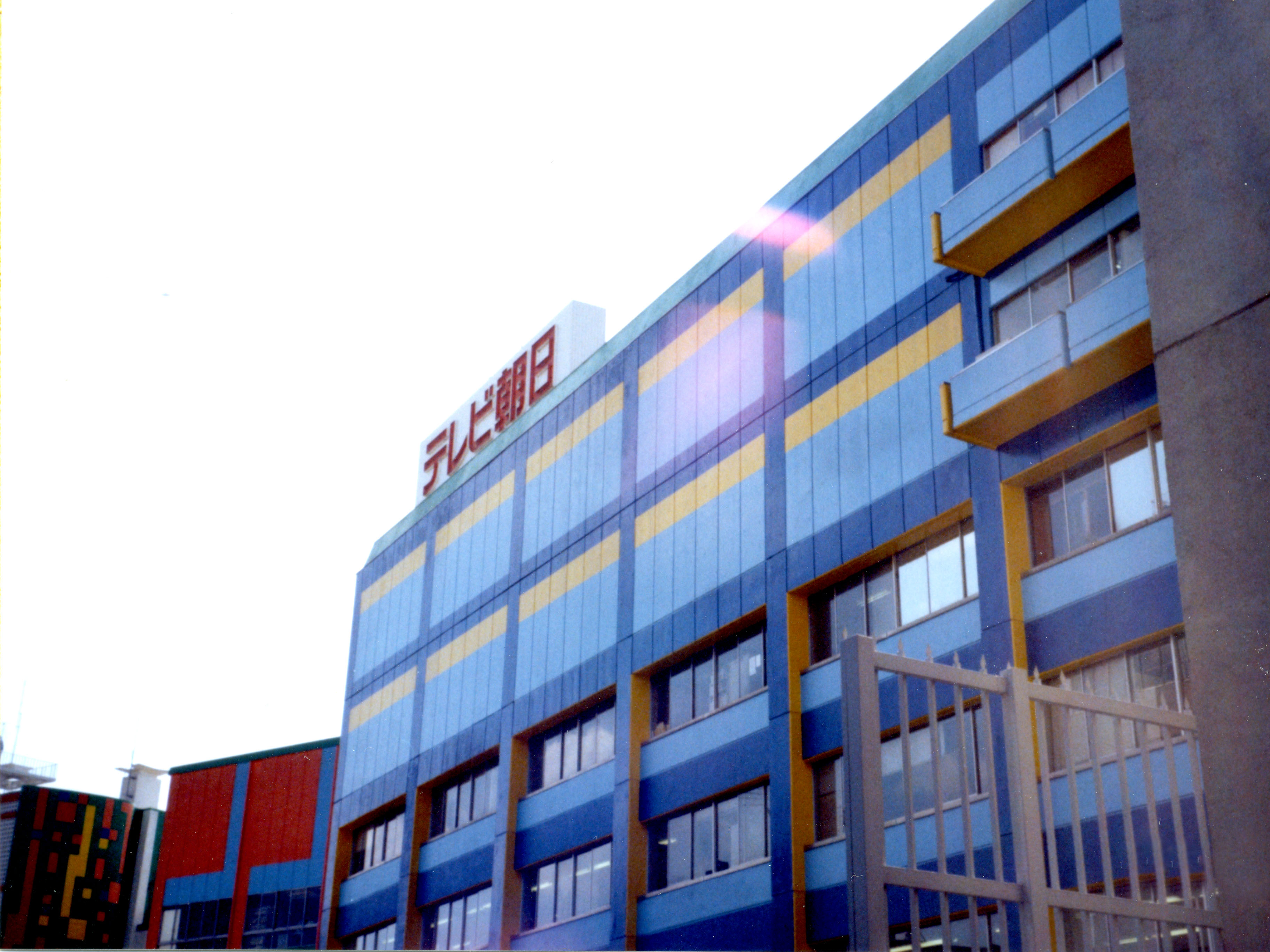
1989年時的六本木中心

朝日電視台的前身日本教育電視台（NET電視台）在開播當時，曾考慮過利用以下場所作為總部所在地：
- 御茶之水的第一代岸紀念體育會館（日语：岸記念体育会館）所在地
- 虎之門的東京大倉飯店隣接地
- 位於原宿的銀行所有地
- 新宿區河田町（後成為富士電視台舊總部大廈所在地）
- 練馬區大泉（日语：大泉町 (練馬区)）的電影片場
- 六本木的東映所有土地

在考慮交通便捷度和擴張余地後，日本教育電視台最終決定選擇六本木現址修建總部:24。日本教育電視台第一代總部的設計者是久米建築事務所、施工由清水建設負責。1958年11月24日，日本教育電視台舉行了總部竣工儀式。當時的總部大樓是一座4層建築，辦公室集中在中央的電梯塔西側的部分。電梯塔東側設有第1（413㎡）、第2（330㎡）、第3（330㎡）、第4（222㎡）共計4個攝影棚。地下部分設有員工食堂、空調設施、電力設施:33。
日本教育電視台總部在這之後亦經歷多次擴建。1965年，第1別館（總樓面面積2,092㎡）竣工，令曾分散在各地的新聞部門得以集中:110。1970年，事務所用的第3別館（地上4層，地下1層，總樓面面積5,365㎡）及第7攝影棚竣工:33。1974年，第4別館（地上6層，地下2層，總樓面面積4,177㎡）竣工:190。
朝日電視台在1979年自日果威士忌購買土地，並開始使用其境內的紅磚館等建築。即將負責朝日電視台獨家播出的1980年莫斯科奧運會轉播業務的體育局入住紅磚館:276。1980年，朝日電視台在面向六本木通的公司所有地修建了六本木別館（地上6層，地下2層，總樓面面積2,468㎡）:277。至1970年代末期，朝日電視台總部已經成為擁有包括本館、第1-第5別館、本館事務所棟、新事務所棟、5號攝影棚棟、紅磚館、大道具棟、彩排棟、轉播機材庫等共計13棟建築的建築群。
1985年朝日電視台ARK放送中心竣工後，朝日電視台總部機能部分轉移至ARK放送中心，六本木總部開始被稱為「六本木中心」。